# Bahco
Bahco (B A Hjorth & Co) est une entreprise d'outillage suédoise fondée en 1886.

## Histoire

### Premières années (1880-195x)

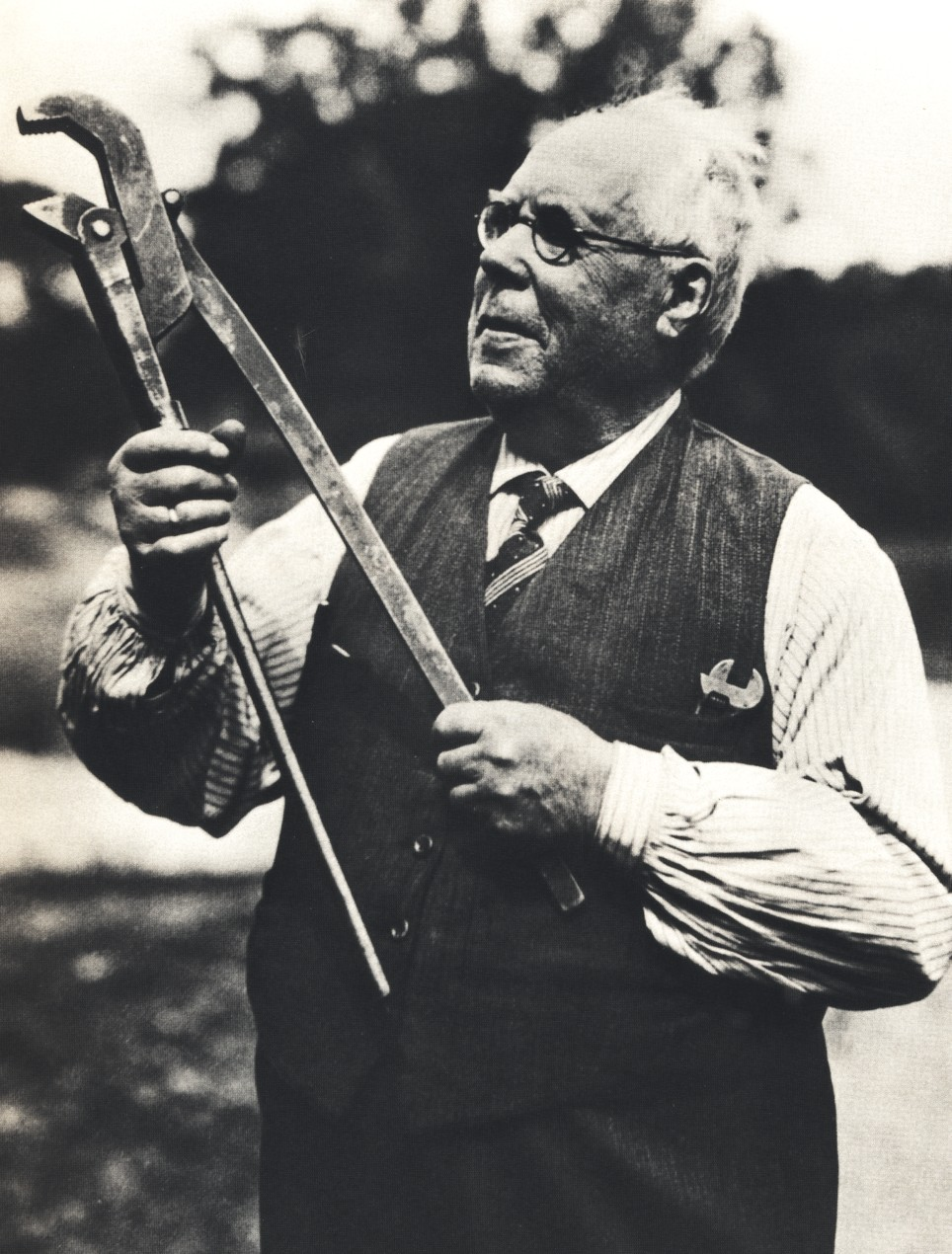
Johan Petter Johansson.

La société est créée en 1886 par l'inventeur Johan Petter Johansson (1853–1943) sous le nom de Enköpings Mekaniska Verkstad, à Enköping, en Suède. Johan Petter, industriel et inventeur, créa, en 1888, une clef à tube et un peu plus tard une clef anglaise qui permirent de lancer l'affaire.
En 1890, la commercialisation des produits a été reprise par Berndt August Hjort (1862–1937), fondateur de BA Hjort & Co.
En 1916, Johan Petter Johansson  vend l'ensemble de ses titres dans Enköpings Mekaniska Verkstad à Berndt August Hjort, société qui devient une filiale de AB BA Hjort & Co. En 1954, la compagnie prend le nom de AB Bahco (acronyme de BA Hjort & Co).